# Kanurennsport-Weltmeisterschaften 2014

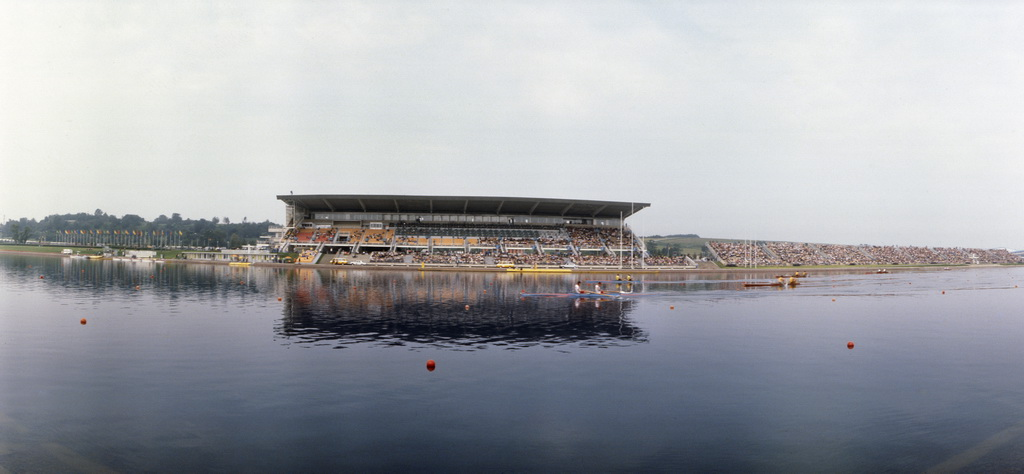
Ruderzentrum Krylatskoje

Die 41. Kanurennsport-Weltmeisterschaften fanden vom 6. bis 10. August 2014 in Moskau statt. Die Rennen wurden auf der zuvor renovierten Kanu- und Ruderstrecke in Moskau-Krylatskoje ausgetragen, einem ehemaligen Standort der Olympischen Sommerspiele 1980.

## Wettbewerbe

### Männer

#### Canadier
| Event         | Gold                                                                               | Silber                                                                                    | Bronze                                                        |
| ------------- | ---------------------------------------------------------------------------------- | ----------------------------------------------------------------------------------------- | ------------------------------------------------------------- |
| C–1 200 m     | Ukraine Jurij Tscheban                                                             | Russland Alexei Korowaschkow                                                              | Litauen Jevgenijus Šuklinas                                   |
| C–1 500 m     | Brasilien Isaquias Queiroz                                                         | Deutschland Sebastian Brendel                                                             | Tschechien Martin Fuksa                                       |
| C–1 1000 m    | Deutschland Sebastian Brendel                                                      | Tschechien Martin Fuksa                                                                   | Ungarn Attila Vajda                                           |
| C–1 5000 m    | Deutschland Sebastian Brendel                                                      | Ungarn Attila Vajda                                                                       | Russland Pawel Petrow                                         |
| C–2 200 m     | Russland Iwan Schtyl Alexei Korowaschkow                                           | Deutschland Stefan Holtz Robert Nuck                                                      | Brasilien Isaquias Queiroz Erlon Silva                        |
| C–2 500 m     | Russland Iwan Schtyl Alexei Korowaschkow                                           | Rumänien Victor Mihalachi Alexandru Dumitrescu-Lazar                                      | Kuba Rolexis Baez Serguey Torres                              |
| C–2 1000 m    | Rumänien Victor Mihalachi Alexandru Dumitrescu-Lazar                               | Ungarn Henrik Vasbányai Róbert Mike                                                       | Deutschland Yul Oeltze Ronald Verch                           |
| C–4 1000 m    | Russland Kirill Schamschurin Rassul Ischmuchamedow Wiktor Melantjew Ilja Perwuchin | Belarus Dsmitryj Rabtschanka Dsmitryj Wajzischkin Dsjanis Harascha Aljaksandr Waltschezki | Ungarn Tamás Kiss Pál Sarudi Dávid Varga András Vass          |
| C–1 4 × 200 m | Russland Andrei Kraitor Nikolai Lipkin Alexei Korowaschkow Iwan Schtyl             | Ukraine Vadim Tsipan Vitali Goliuk Jurij Tscheban Aleksander Maksymchuk                   | Ungarn Jonatán Hajdu Dávid Korisánszky Ádám Lantos Péter Nagy |

#### Kajak
| Event         | Gold                                                         | Silber                                                                  | Bronze                                                                               |
| ------------- | ------------------------------------------------------------ | ----------------------------------------------------------------------- | ------------------------------------------------------------------------------------ |
| K–1 200 m     | Kanada Mark de Jonge                                         | Schweden Petter Menning                                                 | Vereinigtes Königreich Edward McKeever                                               |
| K–1 500 m     | Dänemark René Holten Poulsen                                 | Ungarn Bence Dombvári                                                   | Spanien Marcus Walz                                                                  |
| K–1 1000 m    | Tschechien Josef Dostál                                      | Bulgarien Miroslaw Kirtschew                                            | Dänemark René Holten Poulsen                                                         |
| K–1 5000 m    | Australien Ken Wallace                                       | Deutschland Max Hoff                                                    | Frankreich Cyrille Carré                                                             |
| K–2 200 m     | Serbien Nebojša Grujić Marko Novaković                       | Deutschland Ronald Rauhe Tom Liebscher                                  | Frankreich Maxime Beaumont Sebastien Jouve                                           |
| K–2 500 m     | Slowakei Juraj Tarr Erik Vlček                               | Ungarn Gergely Boros Rudolf Dombi                                       | Belarus Wadsim Machneu Raman Petruschenka                                            |
| K–2 1000 m    | Slowakei Juraj Tarr Erik Vlček                               | Australien Ken Wallace Lachlan Tame                                     | Serbien Marko Tomićević Vladimir Torubarov                                           |
| K–4 1000 m    | Tschechien Jan Štěrba Daniel Havel Lukáš Trefil Josef Dostál | Portugal David Fernandes Emanuel Silva João Ribeiro Fernando Pimenta    | Ungarn Dániel Pauman Tamás Kulifai Dávid Tóth Zoltán Kammerer                        |
| K–1 4 × 200 m | Ungarn Dávid Hérics Bence Nádas Sándor Tótka Miklós Dudás    | Frankreich Sébastien Jouve Étienne Hubert Arnaud Hybois Maxime Beaumont | Vereinigtes Königreich Kristian Reeves Jonathan Schofield Liam Heath Edward McKeever |

### Frauen

#### Canadier
| Event     | Gold                                 | Silber                                    | Bronze                                         |
| --------- | ------------------------------------ | ----------------------------------------- | ---------------------------------------------- |
| C-1 200 m | Kanada Laurence Vincent-Lapointe     | Bulgarien Stanilija Stamenowa             | Brasilien Valdenice Conceicao do Nasciemento   |
| C-2 500 m | Ungarn Zsanett Lakatos Kincső Takács | Belarus Kamila Bobr Daryna Kaszjutschenka | Russland Natalya Marasanova Olessja Romassenko |

#### Kajak
| Event         | Gold                                                                            | Silber                                                                              | Bronze                                                                                 |
| ------------- | ------------------------------------------------------------------------------- | ----------------------------------------------------------------------------------- | -------------------------------------------------------------------------------------- |
| K-1 200 m     | Neuseeland Lisa Carrington                                                      | Polen Marta Walczykiewicz                                                           | Serbien Nikolina Moldovan                                                              |
| K-1 500 m     | Ungarn Danuta Kozák                                                             | Neuseeland Lisa Carrington                                                          | Südafrika Bridgitte Hartley                                                            |
| K-1 1000 m    | Neuseeland Teneale Hatton                                                       | Ungarn Tamara Csipes                                                                | Serbien Dalma Rudzicic-Benedek                                                         |
| K-1 5000 m    | Vereinigtes Königreich Louisa Sawers                                            | Belarus Maryna Litwintschuk                                                         | Ungarn Renáta Csay                                                                     |
| K-2 200 m     | Ungarn Ninetta Vad Anna Kárász                                                  | Deutschland Franziska Weber Tina Dietze                                             | Belarus Maryna Litwintschuk Marharyta Zischkewitsch                                    |
| K-2 500 m     | Ungarn Tamara Csipes Gabriella Szabó                                            | Serbien Olivera Moldovan Nikolina Moldovan                                          | Polen Karolina Naja Beata Mikołajczyk                                                  |
| K-2 1000 m    | Dänemark Emma Jørgensen Henriette Engel Hansen                                  | Belarus Sofia Yurchanka Aleksandra Grishina                                         | Ungarn Erika Medveczky Aliz Sarudi                                                     |
| K-4 500 m     | Ungarn Gabriella Szabó Danuta Kozák Ninetta Vad Anna Kárász                     | Polen Beata Mikołajczyk Karolina Naja Edyta Dzieneszewska Marta Walczykiewicz       | Belarus Wolha Chudsenka Marharyta Zischkewitsch Nadseja Ljapeschka Maryna Litwintschuk |
| K-1 4 × 200 m | Polen Karolina Naja Edyta Dzieniszewska Ewelina Wojnarowska Marta Walczykiewicz | Russland Natalja Podolskaja Anastassija Pantschenko Natalija Lobowa Elena Terekhova | Belarus Sofia Yurchanka Maryna Litwintschuk Marharyta Zischkewitsch Wolha Chudsenka    |

### Paracanoeing
Alle Paracanoeing-Wettbewerbe werden über eine Distanz von 200 m ausgefahren. Die Einteilung der Bootsklassen erfolgt nach Bewegungsfähigkeit von Beinen, Armen und des Rumpfes. Es finden Regatten in zwölf Bootsklassen statt.
| Event          | Gold                                        | Zeit                                  | Silber                     |
| -------------- | ------------------------------------------- | ------------------------------------- | -------------------------- |
| K-1 Männer A   | Ungarn Andras Rozbora                       | Vereinigtes Königreich Ian Marsden    | Russland Igor Korobeynikov |
| K-1 Männer TA  | Österreich Mendy Swoboda                    | Brasilien Fernando Rufino de Paulo    | Russland Victor Potanin    |
| K-1 Männer LTA | Ukraine Yuriy Kikhayev                      | Rumänien Iulian Serban                | Russland Leonid Krylov     |
| K-1 Damen A    | Vereinigtes Königreich Jeanette Chippington | Ukraine Svitlana Kupriianova          | Russland Alexandra Dupik   |
| K-1 Damen TA   | Vereinigtes Königreich Emma Wiggs           | Kanada Christine Gauthier             | Ukraine Natalia Lagutenko  |
| K-1 Damen LTA  | Vereinigtes Königreich Anne Dickens         | Frankreich Cindy Moreau               | Australien Amanda Reynolds |
| V-1 Herren A   | Brasilien Luis Carlos Cardoso da Silva      | Ukraine Oleksandr Hrechko             | Ungarn Robert Suba         |
| V-1 Herren TA  | Australien Curtis McGrath                   | Vereinigtes Königreich Jonathan Young | Russland Victor Potanin    |
| V-1 Herren LTA | Italien Pier Alberto Buccoliero             | Vereinigtes Königreich Martin Tweedie | Russland Aleksei Egorov    |
| V-1 Damen A    | Vereinigtes Königreich Jeanette Chippington | Australien Kara Kennedy               | Ukraine Zoia Ovsil         |
| V-1 Damen TA   | Vereinigtes Königreich Emma Wiggs           | Kanada Christine Gauthier             | Ukraine Natalia Lagutenko  |
| V-1 Damen LTA  | Vereinigtes Königreich Andea Green          | Russland Larisa Volk                  | Kanada Christine Gauthier  |

## Medaillenspiegel
| Rang   | Nation                 | Gold | Silber | Bronze | Gesamt |
| ------ | ---------------------- | ---- | ------ | ------ | ------ |
| 1      | Ungarn                 | 7    | 5      | 7      | 19     |
| 2      | Vereinigtes Königreich | 7    | 3      | 2      | 12     |
| 3      | Russland               | 4    | 3      | 8      | 15     |
| 4      | Deutschland            | 2    | 5      | 1      | 8      |
| 5      | Ukraine                | 2    | 3      | 3      | 8      |
| 6      | Kanada                 | 2    | 2      | 1      | 5      |
| 6      | Australien             | 2    | 2      | 1      | 5      |
| 8      | Brasilien              | 2    | 1      | 2      | 5      |
| 9      | Tschechien             | 2    | 1      | 1      | 4      |
| 10     | Neuseeland             | 2    | 1      | -      | 3      |
| 11     | Dänemark               | 2    | -      | 1      | 3      |
| 12     | Slowakei               | 2    | -      | -      | 2      |
| 13     | Polen                  | 1    | 2      | 1      | 4      |
| 14     | Rumänien               | 1    | 2      | -      | 3      |
| 15     | Serbien                | 1    | 1      | 3      | 5      |
| 16     | Österreich             | 1    | -      | -      | 1      |
| 16     | Italien                | 1    | -      | -      | 1      |
| 18     | Belarus                | -    | 4      | 4      | 8      |
| 19     | Frankreich             | -    | 2      | 2      | 4      |
| 20     | Bulgarien              | -    | 2      | -      | 2      |
| 21     | Portugal               | -    | 1      | -      | 1      |
| 21     | Schweden               | -    | 1      | -      | 1      |
| 23     | Südafrika              | -    | -      | 1      | 1      |
| 23     | Spanien                | -    | -      | 1      | 1      |
| 23     | Kuba                   | -    | -      | 1      | 1      |
| 23     | Litauen                | -    | -      | 1      | 1      |
| Gesamt | Gesamt                 | 41   | 41     | 41     | 123    |